# Dolichopus signatus
Dolichopus signatus är en tvåvingeart som beskrevs av Johann Wilhelm Meigen 1824. Dolichopus signatus ingår i släktet Dolichopus och familjen styltflugor. Arten är reproducerande i Sverige. Inga underarter finns listade i Catalogue of Life.